# Alchemilla pycnoloba
Alchemilla pycnoloba är en rosväxtart som beskrevs av Sergei Vasilievich Juzepczuk. Alchemilla pycnoloba ingår i släktet daggkåpor, och familjen rosväxter. Inga underarter finns listade i Catalogue of Life.